# Паралельні світи (книга)
Паралельні світи: подорож через творіння, вищі виміри та майбутнє космосу (англ. Parallel Worlds: A Journey Through Creation, Higher Dimensions, and the Future of the Cosmos) — науково-популярна книга Мічіо Кайку, вперше опублікована в 2004 році.

## Зміст
У книзі дванадцять розділів, згруповані у три частини. Частина I (розділи 1–4) охоплює Великий вибух, молодий Всесвіт та його зв'язок із мультивсесвітом Вічної інфляції. Частина II (розділи 5–9) охоплює М-теорію та багатосвітову інтерпретацію квантової механіки. Також обговорено, як майбутні технології дозволять створювати кротовини. Частина III обговорює теплову смерть Всесвіту та те, як гіперпросторова кротовина (в 11-вимірному гіперпросторі, а не у звичайному 3-вимірному просторі) дозволить цивілізації втекти до молодшого Всесвіту.
У «Паралельних світах» Кайку представляє багато фізичних теорій — від ньютонівської фізики до теорії відносності, квантової фізики, теорії струн і М-теорії. Він описує багато цікавих передбачень сучасних теорій, які зараз фізики, астрономи та космологи намагаються підтвердити або спростувати у своїх дослідженнях.

## Відгуки
Скарлетт Томас, яка пише для «Independent», називає «Паралельні світи» книгою, яку «абсолютно неможливо відкласти». Марк Мортімер з «Universe Today» вважає, книга зберігає гарний баланс між деталями та висновками, іноді відхиляючись у бік філософії. Джеррі Гілмор з кембридзького Інституту астрономії пише, що книга «не є класикою, але викликає багато цікавих ідей». Він хвалить її за «екзотичну фізику» і вважає, що в ній «багато інтелектуальних викликів», але «забагато попурі». На думку Гілмора, найбільшою слабкістю книги є те, як вона висвітлює астрофізичну історію.
Книга стала фіналістом британської Премії Семюеля Джонсона за нехудожню літературу.